# جوزيف بويكرت
جوزيف بويكرت (بالألمانية: Josef Peukert)، م 22 يناير 1855 – 3 مارس 1910 سياسي اشتراكي لاسلطوي نمساوي-تشيكي.

## حياته
ولد في 22 يناير 1855 في ألبريختسدورف / ألبريتيتسه ناد اورليسى (بالتشيكية: Albrechtice nad Orlicí)‏، في الجزء التشيكي من الامبراطورية النمساوية, وتوفي في 3 مارس 1910. عاش حياة تنقل بين النمسا وسويسرا وفرنسا، وانضم إلى الحركة الفوضوية في شبابه المبكر. بعد ترحيله من فرنسا إلى انكترا سنة 1880 انضم إلى القيادي الاشتراكي يوهان موست وعاد معه إلى النمسا سنة 1881 حيث تولى قيادة الحركة الاشتراكية وأسس جناحها الراديكالي الذي نفذ عدة عمليات عنفية. غادر النمسا بعد اعلان حالة الطوارئ وعاد إلى لندن، وهناك أصدر جريدة أوتونومي (بالألمانية: Autonomie) وصار من قيادات الحركة اللاسلطوية.
حامت حوله شكوك بالتعاون مع البوليس في تسليم المناضل الاشتراكي الألماني يوهان نيف.